# Жерро
Жерро́ (фр. Gerrots) — коммуна во Франции, находится в регионе Нижняя Нормандия. Департамент коммуны — Кальвадос. Входит в состав кантона Камбреме. Округ коммуны — Лизьё.
Код INSEE коммуны — 14300.

## Население
Население коммуны на 2010 год составляло 54 человека.
| 1962 | 1968 | 1975 | 1982 | 1990 | 1999 | 2010 |
| ---- | ---- | ---- | ---- | ---- | ---- | ---- |
| 49   | 38   | 40   | 45   | 44   | 37   | 54   |

## Экономика
В 2010 году среди 35 человек трудоспособного возраста (15—64 лет) 23 были экономически активными, 12 — неактивными (показатель активности — 65,7 %, в 1999 году было 77,8 %). Из 23 активных жителей работали 23 человека (13 мужчин и 10 женщин), безработных не было. Среди 12 неактивных 5 человек были учениками или студентами, 5 — пенсионерами, 2 были неактивными по другим причинам.